# Николаев, Андрей Сергеевич
Андрей Сергеевич Николаев (6 августа 1976, Москва) — российский футболист, полузащитник.

## Карьера игрока
В 1992 году дебютировал во второй лиге в составе дубля московского «Торпедо». В 1994 году сыграл один матч за основной состав в высшей лиге. В 1996 году выходил на поле почти весь сезон, участвовал в Кубке УЕФА 1996/1997, вышел на поле в матче против хорватского «Хайдука» и двух встречах с «Динамо» Тбилиси. В 1997 году играл в высшей лиге за ЦСКА. В 1998 году перешёл в самарские «Крылья Советов», сыграл за них в 1/16 Кубка России против «Автодора». В 1999 перешёл в подмосковные «Химки» из второго дивизиона.
В августе 1999 года новороссийский «Черноморец» взял Николаева и Александра Шутова в аренду до конца сезона у ЦСКА. В 2007 перешёл в клуб «Олимп-Скопа». В 2014 году сыграл 8 матчей и забил 1 гол за ДЮСШ (Краснознаменск).